# Manuel Raventós
Manuel Raventós i Domènech, né le 8 septembre 1862 à Sant Sadurní d'Anoia et mort le 10 janvier 1930 à Barcelone, est un entrepreneur, agronome, viticulteur et homme politique catalan.

## Carrière d'agronome
Dans la continuité du travail entrepris par son père dont il hérite de l'entreprise Codorníu, il est l'un des pionniers de la production de cava dans sa ville natale. Il participe à la fondation de diverses revues agronomiques comme Resumen de Agricultura et L'Àpat, notamment.

## Carrière politique
Il écrit dans différentes revues catalanistes comme La Veu de Catalunya et El Poble Català. Il est élu député au Congrès en 1907 sous la bannière de la coalition Solidaritat Catalana. Il participe en 1922 à la fondation d'Acció Catalana, parti politique issu d'une scission de la Lliga Regionalista, et est nommé gouverneur civil de la province de Barcelone entre 1922 et 1923, avant l'instauration de la Dictature de Primo de Rivera.

## Postérité
Une place publique porte son nom à Sant Sadurní d'Anoia.